# Constitución de Corea del Sur
La Constitución de la República de Corea (en hangul, 대한민국 헌법; en hanja, 大韓民國憲法; romanización revisada, Daehanminguk heonbeob; McCune-Reischauer, Taehanmin'guk hŏnbŏp; Yale, Tayhanminkwuk henpep), es el texto constitucional básico de la República de Corea, cuya primera edición fue promulgada y firmada el 17 de julio de 1948.
Ha sido enmendada por completo en diez ocasiones y revisada otras seis. La última edición data de 1987, que fue aprobada el 29 de octubre de ese mismo año y entró en vigencia el 26 de febrero de 1988, dando inicio al periodo denominado en la historia surcoreana, como la «Sexta República de Corea», que comprende desde esa fecha hasta la actualidad.

## Estructura

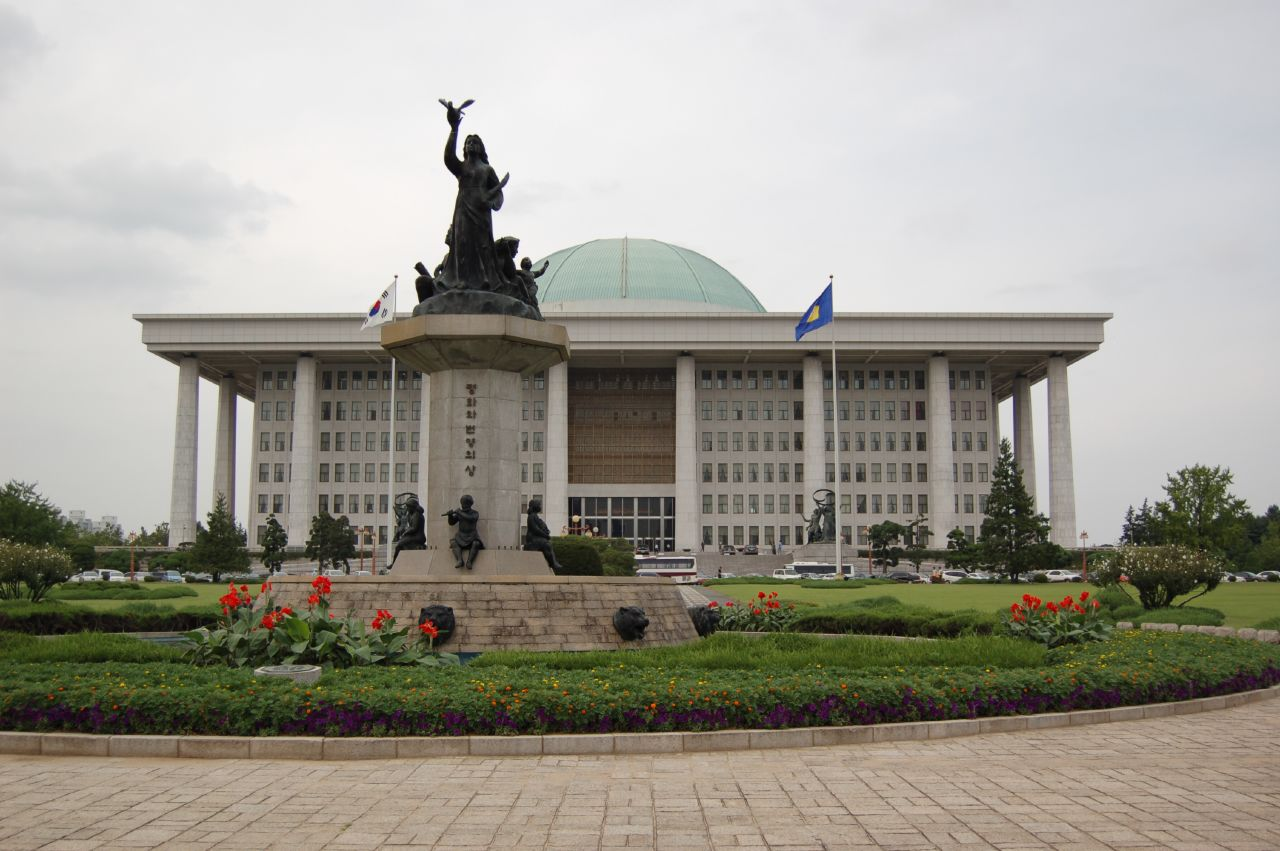
La Asamblea Nacional de Corea del Sur.

La Constitución de la República de Corea está formada por un preámbulo, 130 artículos y seis disposiciones adicionales. Está constituida por diez capítulos:
- Funcionalidad (전문).
- Capítulo I - Disposiciones generales (제1장 총강).
- Capítulo II - Derechos y deberes de los ciudadanos (제2장 국민의 권리와 의무).
- Capítulo III - Asamblea Nacional (제3장 국회).
- Capítulo IV - Gobierno (제4장 정부).
  - Sección I - Presidente (제1절 대통령).
  - Sección II - Administración (제2절 행정부).
    - Artículo I - Primer ministro (제1관 국무총리).
    - Artículo II - Consejo de Estado (제2관 국무회의).
    - Artículo III - Ministerios (제3관 행정각부).
    - Artículo IV - Junta de auditoría e inspección (제4관 감사원).
- Capítulo V - Tribunales (제5장 법원).
- Capítulo VI - Tribunal o corte constitucional (제6장 헌법재판소).
- Capítulo VII - Elecciones (제7장 선거관리).
- Capítulo VIII - Administración local (제8장 지방자치).
- Capítulo IX - Economía (제9장 경제).
- Capítulo X - Enmiendas (제10장 헌법개정).
- Apéndice (부칙).

### Disposiciones fundamentales
La Constitución establece la separación de poderes entre las tres ramas gubernamentales: el legislativo, el ejecutivo y el judicial.

#### Poder legislativo
El poder legislativo se desempeña a través de la Asamblea Nacional, un parlamento unicameral formado por 300 miembros elegidos directamente por la sociedad por una legislatura de cuatro años -artículos 40, 41 (1) y 42 (2)-.

#### Poder ejecutivo
El poder ejecutivo es desempeñado bajo la supervisión del presidente, que es elegido por voto directo para un mandato único de cinco años -art. 66 (4), 67 (1), y 70-. El presidente es el jefe de Estado y tiene el poder de designar al primer ministro con el beneplácito de la Asamblea Nacional -artículo 86 (1)-. El presidente podrá legislar decretos presidenciales y cuestiones relativas delegadas específicamente en conformidad con la legislación, así como las cuestiones necesarias para la aplicación de la ley -artículo 75-.

#### Poder judicial
El poder judicial se desempeña a través de tribunales compuestos de la Corte Suprema y demás tribunales a los niveles especificados -artículos 101 (1) y (2)-. De la misma forma, la Constitución forma una Corte Constitucional, un tribunal especializado que tenga jurisdicción sobre asuntos constitucionales, como la constitucionalidad de una ley, la acusación, el bloqueo de los partidos políticos, los conflictos de competencia entre las organizaciones estatales, entre organismos públicos y autoridades locales, y entre las quejas locales y constitucional -artículo 111-.